# Isaac-François Lefébure-Wely
Pour les articles homonymes, voir Lefébure.
Isaac-François Lefébure-Wely, né à Rouen le 21 juin 1754, – mort le 22 juin 1831 à Paris, est un organiste, pianiste et compositeur français.

## Biographie
Maître de clavecin (et piano-forte) et organiste à Saint-Jacques-du-Haut-Pas à Paris, il devient organiste à Saint-Roch en 1805 après un concours l’opposant à Nicolas Séjan et Gervais-François Couperin. Il y était suppléant depuis 1802. 
Devenu organiste d’une paroisse huppée, il croit utile de changer son nom de Isaac-François Lefebvre (Isaac Lefébure selon Fétis) en Antoine Lefébure-Wely (du nom de sa femme d’origine anglaise).
Il s’installe comme titulaire aux claviers du Clicquot de Saint-Roch, «reçu le 13 septembre 1805», poste qu’il occupera jusqu’à la fin de sa vie. 
En 1812, meurt sa première épouse, Marie Marguerite Rose Verny, il se remarie deux ans plus tard à Saint-Mandé avec une londonienne.
En 1828, victime d’un accident vasculaire cérébral, il reste partiellement paralysé jusqu’à sa mort ; il se fait souvent remplacer durant les dernières années par son jeune fils Alfred.
Il commence à publier ses œuvres en 1778 et est mentionné comme «maître de clavecin» dans l’Almanach musical de 1779.
Il est surtout connu pour être le père et premier professeur de Louis James Alfred Lefébure-Wély.

## Œuvres
Beaucoup de musique religieuse et de pièces d’orgue restées inédites, mais aussi des opéras comiques (Agnès Bernau, Le labyrinthe), des sonates pour clavecin avec accompagnement de violon, des fugues, une Grande Sonate pour le forte-piano (1808), une Fantaisie pour piano et harmonium, etc.
- Liste des compositions selon la BnF

### Orgue
- Offertoire, D’une Messe Solemnele Mineure, Pour la fête de St. Jean Baptiste. L’an 1826, le 24 juin. Exécutée sur l’orgue de l’église St. Roch Par Alfrede Lefebure, agé de 8 huit ans 1/2 (sic)
- Recueil de tous les airs consacrés pour le temps de Noël, soit 34 noëls arrangés pour l'orgue (1823)
- Recueil de Pièces d'Orgue. Pour être exécutées après le Salut, et pendant que le Clergé sort du Chœur. Composées par Lefebure Wely Père. (23 sorties pour orgue).